# Olgiate Olona
Olgiate Olona (Ulgiá in dialetto locale, AFI: /ulˈdʒɑ/) è un comune italiano di 12 808 abitanti della provincia di Varese in Lombardia.
Il paese è bagnato dal fiume Olona, che scorre nell'omonima valle. La città più vicina a Olgiate Olona è Busto Arsizio, dal cui centro dista tre chilometri.

## Origine del nome
Nel latino dei documenti medioevali, la prima parola che compone la denominazione del paese compare come Olzate, resa dotta del toponimo dialettale giunto fino a noi. Come per altri paesi lombardi che portano questo nome, si tratta di un lemma celtico la cui radice indica una "terra arabile o arata". Nel latino medioevale, augia, forse collegato, significava «porzione di terra arativa cinta da fossati e siepi». La terminazione -ate, molto diffusa in Insubria, è il tipico suffisso di origine celtica. Nel determinativo Olonae od Oronae, che compare dopo l'anno mille per distinguere questo centro da altri omonimi, si sottolinea l'appartenenza di Olgiate alla Valle Olona affiancata e attraversata dalla strada di collegamento tra il Ducato di Milano e la vicina Confederazione Elvetica.

## Storia
Alcune testimonianze archeologiche, venute alla luce ai primi del Novecento, ma successivamente disperse, ricordano di due necropoli presumibilmente di età romana: una presso la chiesa parrocchiale e l'altra ai lati della strada statale del Sempione, nelle vicinanze della Cascina del Buon Gesù, probabile stazione militare sulla direzione del Lago Maggiore. Sopra il villaggio romano si sviluppò nel Medioevo la pieve, la cui giurisdizione ecclesiastica si mantenne fino all'anno 1583, quella civile fino al 1784. Per il vasto circondario che si estendeva da Cairate a Cislago e a Sacconago e comprendeva quindi anche Busto Arsizio. Olgiate Olona fu quindi per tutto il Medioevo centro di riferimento religioso e amministrativo, prima all'interno del contado del Seprio, e dal 1395 nel Ducato di Milano. Dopo la distruzione di Castelseprio, nel 1287, durante le lotte tra i Visconti e i Della Torre, gli olgiatesi vennero a dipendere per la giustizia criminale da Gallarate, dove fu posto l'ufficio del capitano del Seprio.

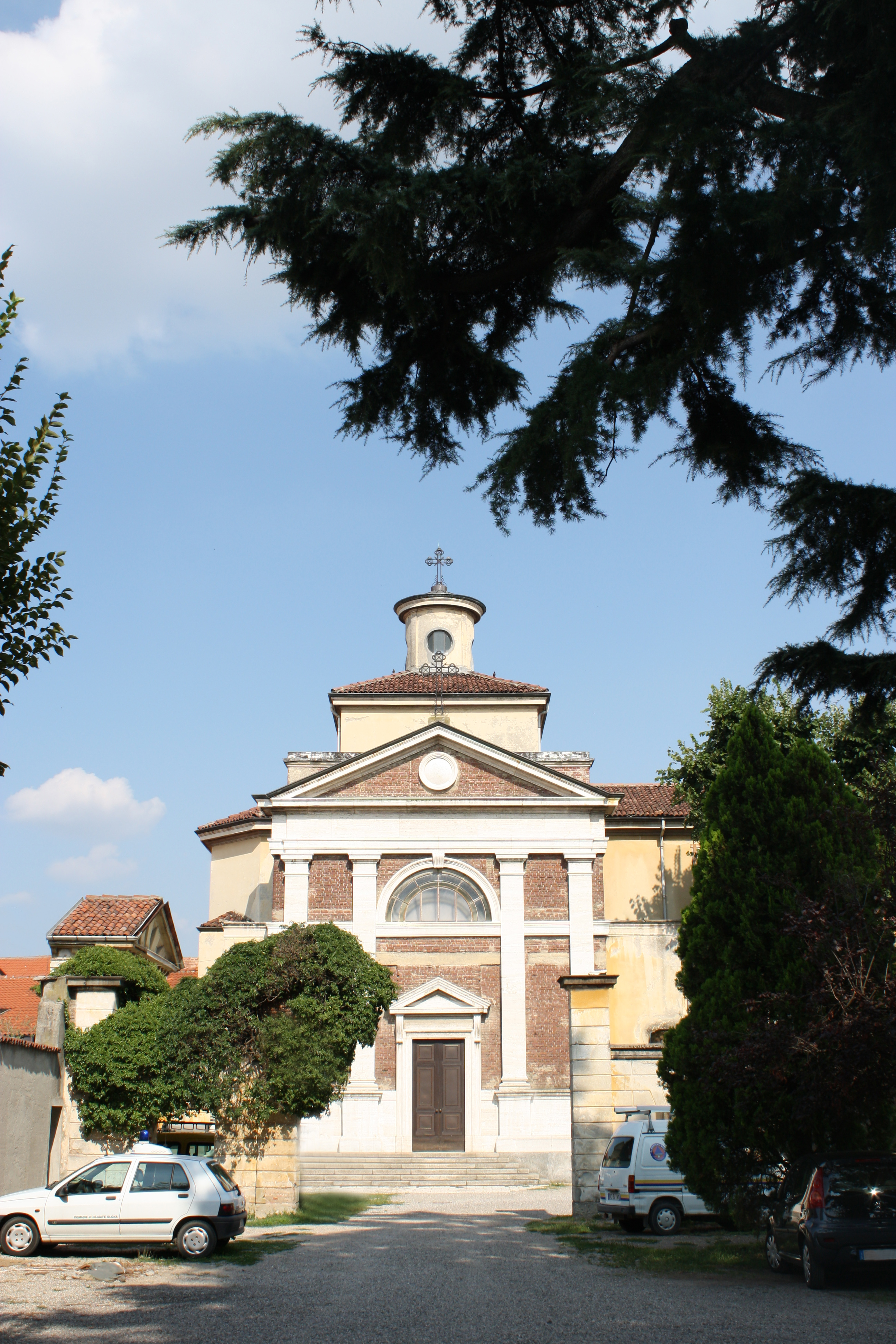
Cappella di Villa Gonzaga

Nel borgo originario era sito anche un castello, ancora in piedi nel XII secolo. Le planimetrie sette-ottocentesche che rappresentano un abitato ancora a forma anulare fanno pensare a fortificazioni con fossati e palizzate. Testimoniano l'attività della Pieve di Olgiate la presenza documentata di ben due chiese matrici, dedicate quella d'inverno a Santo Stefano, e quella estiva a S. Lorenzo. Provengono da Olgiate alcuni codici pergamenacei custoditi nella Biblioteca Capitolare di Busto Arsizio e alla Biblioteca Ambrosiana di Milano, tra i quali un Evangeliario del IX secolo; infine una lapide datata 1127, custodita al Museo Civico di Milano, proviene appunto dal portale della chiesa di S. Lorenzo.
Nella pieve la massima autorità religiosa era il prevosto, coadiuvato normalmente da 12 canonici. Di taluni prevosti di Olgiate si conoscono le cariche che ricoprivano nel contempo presso la curia o la Chiesa metropolitana di Milano: indizio di residenza saltuaria o mancata nella sede, di cui pur godevano il titolo e i frutti. Questo comportamento, che si estese quanto prima anche ai canonici, è spiegabile da un lato nei richiami lusinghieri della città, dall'altro nella progressiva perdita di importanza di Olgiate.
Nomi di olgiatesi illustri e attivi a Milano e altrove si conoscono già, a partire dal XII secolo: artigiani, notai, ecclesiastici. La famiglia de Landriano de Olzate Olonae figura nel catalogo della nobiltà milanese del 1277; Guido Landriani fu il primo nel 1283 a sottoscrivere, quale plenipotenziario del comune di Milano, la pace di Costanza tra il Barbarossa e i comuni confederati della Lombardia storica. Altra famiglia di spicco fu quella degli Olgiati, con una serie di personaggi impegnati nella milizia e nella politica: tra essi Gerolamo, che concorse ad assassinare Galeazzo Maria Sforza, duca di Milano, nel 1476; Gian Maria, che come ingegnere militare ideò e diresse, a metà Cinquecento, la costruzione dei Bastioni di Milano.
Nel 1583 l'arcivescovo Carlo Borromeo decise di trasferire prepositura e canonicato al vicino borgo di Busto Arsizio, diventato assai più ricco e popoloso. Ridotto a semplice parrocchia di 700 individui legati all'agricoltura, falcidiati dalla peste del 1631, Olgiate rimase in una situazione di stallo per due secoli, divenendo feudo degli Alessandri (o De Alessandri) e quindi dei Prata (o Prada, affidatari anche del feudo di Tornavento) nel 1709, famiglie nobili che non lasciarono testimonianze nel paese, dove non risiedettero mai.
Nel Seicento si distinsero invece i Mola, nell'Ottocento i Greppi, i Restelli e i Tovo. Lo sviluppo di tessiture, tintorie e cartiere nella Valle Olona e l'opportunità di un collegamento internazionale a rotaia in aggiunta alla linea del Sempione motivarono la derivazione dalle Ferrovie Nord Milano nel 1926 del tronco Castellanza - Mendrisio, detto Ferrovia della Valmorea, totalmente abbandonato come servizio passeggeri nel 1952 e in seguito anche come trasporto merci.

### Disastro aereo di Olgiate Olona
Olgiate Olona fu teatro, nel 1959, della quinta peggiore sciagura dell'aviazione civile in Italia, il disastro aereo di Olgiate Olona, nel quale perirono 70 persone. Tra le vittime, la più celebre è Maria Sacchetti, sorella del fisico Enrico Fermi; dal momento che ella aveva espresso, nelle sue volontà testamentarie, il desiderio di essere sepolta nello stesso luogo della sua morte, la sua salma riposa nel cimitero di Olgiate Olona.
In località Cascina Agnese, sul sito della sciagura, è stato posato un monumento commemorativo.

### Simboli
Lo stemma e il gonfalone sono stati concessi con decreto del presidente della Repubblica del 22 febbraio 1951.
Il gonfalone è un drappo di azzurro.

## Monumenti e luoghi d'interesse

### Architetture religiose

#### Chiese

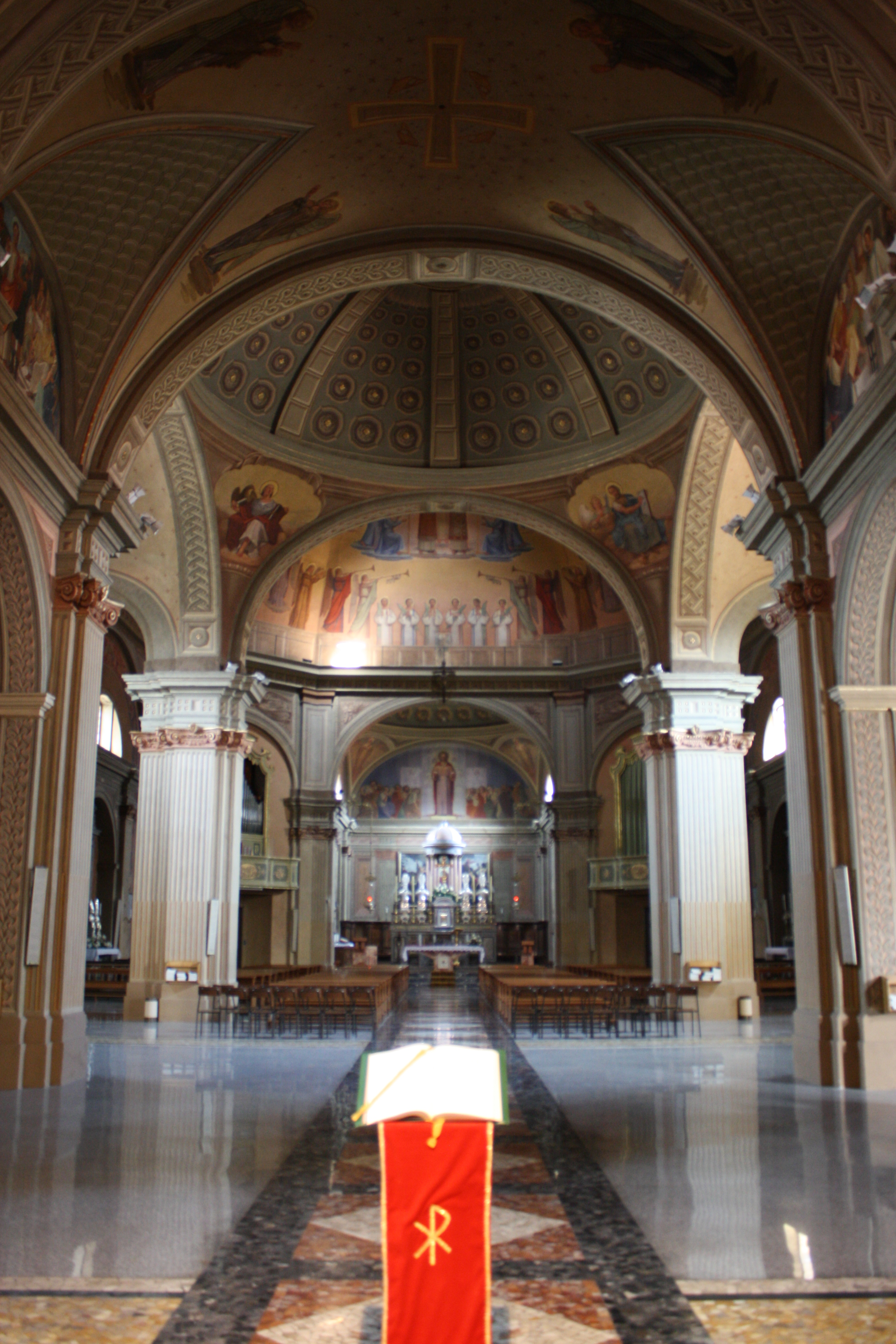
Navata principale e altare della chiesa di SS. Stefano e Lorenzo, patroni della città.

- Chiesa dei Santi Stefano e Lorenzo, (parrocchiale, centro) conserva il dipinto Cristo e la samaritana al pozzo di Paolo Pagani e affreschi di Biagio Bellotti nella cappella del Rosario.
- San Gregorio Magno 'al lazzaretto' (istituita il 4 settembre 2008 come chiesa del patrono della comunità pastorale)
- Sant'Antonio Abate
- SS. Innocenti (chiesa ex OPAI ora Municipio)
- San Genesio Martire (edicola)
- San Giovanni Bosco (parrocchiale località Gerbone)
- San Giuseppe (parrocchiale località cascina Buon Gesù)

La chiesetta di Sant'Ambrogio è crollata nei primi anni novanta.

### Architetture civili
- Villa Greppi-Gonzaga

### Aree protette
Olgiate Olona figura tra i 6 comuni della Valle (Olgiate Olona, Solbiate Olona, Fagnano Olona, Gorla Maggiore, Gorla Minore, Marnate) che hanno fondato il PLIS del Medio Olona (Parco del Medio Olona), area protetta che si estende sulla Bassa Valle Olona.

## Società

### Evoluzione demografica
Olgiate Olona sta conoscendo una poderosa espansione demografica che ha portato al raddoppio della popolazione residente negli ultimi cinquant'anni a partire dal 1961, a causa della forte attività edilizia e alla creazione di numerose zone residenziali di pregio.
Abitanti censiti

## Cultura

### Istruzione
A Olgiate Olona esistono tre scuole elementari (Gerbone, Carducci, Ferrini) e la scuola media Dante Alighieri. Vi è inoltre la biblioteca comunale e una piccola biblioteca adiacente al vecchio municipio.

### Cucina

#### Il pancucco
Il dolce locale si chiama pancucco, a base di uva sultanina, noci, amaretti, mandorle e yogurt. La ricetta è stata riscoperta grazie al ritrovamento di una pergamena nascosta in un recesso dell'antico convento dei carmelitani "a Moncucco" (ora chiesa di Sant'Antonio Abate). L'autenticità della pergamena è discussa: sebbene esistano testimoni oculari del ritrovamento, essa non fu mai fotografata e si sgretolò poco dopo poiché in pessime condizioni. Tuttavia, da una scrittura molto usurata dal tempo e dai topi si è potuto leggere quanto segue:
Non solo refugio ad Ello si concesse ma quando allo levare del nuovo jorno uolle inverso Mediolano repigliare lo itinere, li Fratelli vollero a lui donare a conforto et viatico aliquanti piccoli pani tondi de particulare factura. Et auendo el Caualiero addimandato quali substantiae fussero in detti pani li monaci nomarono farina de formento, ova, butirro, fichi et uva passa et nocelle et altre substantie che per li campi et orti poteuansi invenire. El caualiero Alibertus dopo de auerli manducati et trouati de ottimo gusto impose loro el nome de "Pancuco" e a tutti quanti ne incontraua ne diceva con lodeuoli parole…»
Traduzione:
Non solo gli fu concesso di sostare, ma quando all'alba del nuovo giorno riprese il cammino verso Milano i Frati gli vollero donare alcuni piccoli pani tondi che essi confezionavano con una ricetta speciale. Avendo il Cavaliere chiesto quali fossero gli ingredienti i monaci indicarono farina di grano, uova, burro, fichi, uva passa e noci e altri ingredienti che si potevano trovare nei campi e negli orti. Il Cavaliere Aliberto dopo averli assaggiati li trovò squisiti e diede loro il nome di "pancucco" e ne parlò in giro lodandoli….»
Per mantenere e tramandare nel tempo la tradizionale ricetta del dolce è nata una confraternita, denominata per l'appunto del pancucco.

## Geografia antropica
Il comune di Olgiate Olona è diviso in tre rioni: Centro, Gerbone e Buon Gesù. Ogni rione ha una scuola elementare e una propria chiesa con annesso oratorio. Il Centro è il rione più antico e vi si trovano la sede del municipio, la biblioteca comunale, la scuola media e la storica villa Greppi-Gonzaga.

### Cascina del Buon Gesù

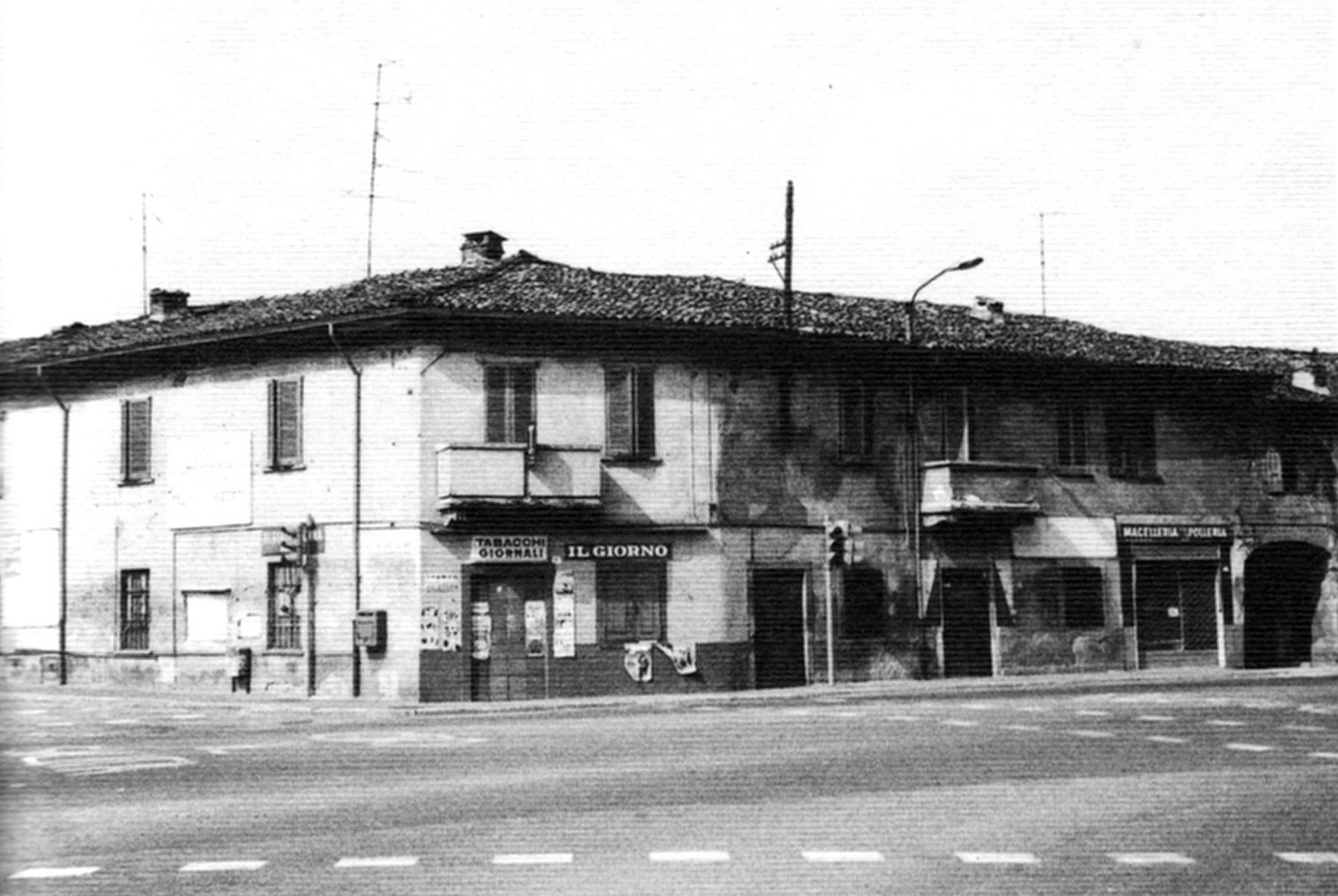
Foto d'epoca di uno scomparso edificio della frazione Buon Gesù.

La cascina del Buon Gesù si trova sulla strada provinciale del Sempione, frazione dei comuni di Olgiate Olona, Castellanza e Busto Arsizio. Intorno al Seicento il suo nome era "Cascina Selva Longa", nell'Ottocento nota come "Cascina delle Corde", poi "Cascina Cagnola" ("Cassina Cagnoeula").

## Amministrazione
| Periodo        | Periodo        | Primo cittadino  | Partito                                   | Carica  | Note |
| -------------- | -------------- | ---------------- | ----------------------------------------- | ------- | ---- |
| 13 giugno 1999 | 13 giugno 2004 | Valerio Mola     | Lista civica                              | Sindaco |      |
| 13 giugno 2004 | 7 giugno 2009  | Giorgio Volpi    | Paese da Vivere – Il Polo per Olgiate     | Sindaco |      |
| 7 giugno 2009  | 25 maggio 2014 | Giorgio Volpi    | Il Popolo della Libertà – Paese da Vivere | Sindaco |      |
| 25 maggio 2014 | in carica      | Giovanni Montano | Lista civica                              | Sindaco |      |

## Infrastrutture e trasporti
La stazione di Marnate-Olgiate Olona, attivata nel 1904, era posta lungo la ferrovia di Valmorea; privata del traffico passeggeri nel 1952, fu soppressa definitivamente nel 1977 assieme all'intera linea.

## Sport

### Atletica leggera

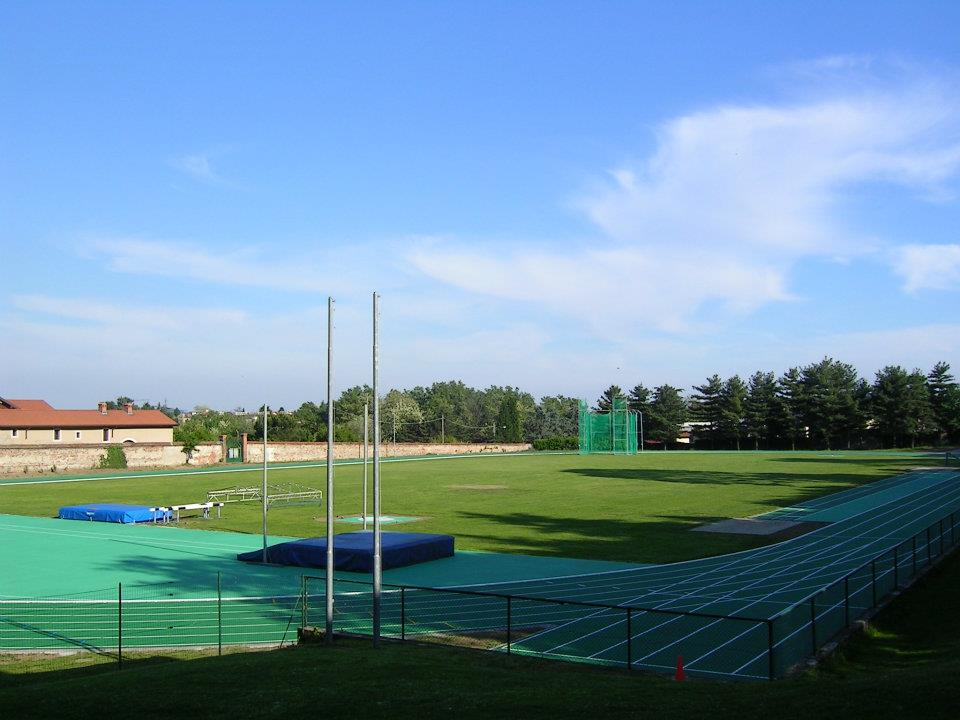
La pista di atletica vista dall'adiacente Villa Gonzaga, in seguito al rifacimento del 2012.

La società locale di atletica leggera è la Polisportiva Olonia, nata come Atletica Olonia nel marzo 1973. Il CONI l'ha insignita della Stella d'argento al merito sportivo nell'anno 2013.
Adiacente al parco di Villa Gonzaga si trova un campo di atletica con possibilità di diverse attività: corsa (di velocità, a ostacoli o di resistenza), salto in alto, salto in lungo, getto del peso ecc.
Nell'ottobre del 2011 sono iniziati i lavori di rifacimento dell'impianto di atletica leggera, terminati nel maggio 2012. Nel 2020 la struttura è stata dotata di un nuovo impianto di illuminazione.
Il 20 ottobre 2013 l'atleta dell'Unione Polisportiva Gavirate Jacopo Peron ha conquistato la miglior prestazione italiana allievi nei 600 metri piani con il tempo di 1'19"24, proprio presso il centro sportivo di Villa Gonzaga.

### Calcio
Due impianti sono in uso: il vecchio Campo da calcio in Via Armando Diaz e il nuovo impianto Comunale, inaugurato domenica 20 aprile 2008 e dedicato allo scomparso Sergio Gambini.

### Pallavolo
La Polisportiva Olonia ha anche alcune squadre di pallavolo.

### Pattinaggio artistico a rotelle
Da oltre quarant'anni è presente la sezione Pattinaggio Artistico dell'Associazione Sportiva Dilettantistica Centro Familiare Gerbone offre la possibilità di pattinare a qualunque livello (amatoriale, principiante, agonistico) e senza limite di età.